# Najdalsze
Najdalsze to pierwsze wydawnictwo zespołu Wyspy Dobrej Nadziei grającego poezję śpiewaną umieszczone na płycie CD.
Piosenka "Zaproszenie na wycieczkę" została zadedykowana przez zespół Łódzkiemu Studenckiemu Kołu Przewodników Beskidzkich.

## Lista utworów
| 1.  | "Wyspa"                     | 2:41  |
|     |                             |       |
| 2.  | "Zaproszenie na wycieczkę"  | 4:40  |
|     |                             |       |
| 3.  | "Tak będzie lepiej"         | 2:27  |
|     |                             |       |
| 4.  | "Cóżem winien"              | 2:33  |
|     |                             |       |
| 5.  | "Hymn do łaźni"             | 3:16  |
|     |                             |       |
| 6.  | "Modlitwa do Anioła Stróża" | 2:13  |
|     |                             |       |
| 7.  | "Hymn rozpustników"         | 2:23  |
|     |                             |       |
| 8.  | "Zima za oknem"             | 4:23  |
|     |                             |       |
| 9.  | "Rivendell"                 | 3:48  |
|     |                             |       |
| 10. | "We śnie"                   | 3:31  |
|     |                             |       |
| 11. | "Ty mnie miła..."           | 4:39  |
|     |                             |       |
| 12. | "Cicho, cichutko"           | 4:40  |
|     |                             |       |
| 13. | "Nie wiadomo"               | 5:30  |
|     |                             |       |
|     |                             | 46:44 |
|     |                             |       |

## Twórcy
Zespół Wyspy Dobrej Nadziei w składzie:
- Robert Burliński - gitara basowa
- Norbert Filipek - gitara akustyczna, gitara klasyczna, gitara elektryczna, chórki
- Adam Tkaczyk - śpiew, gitara akustyczna, harmonijka, chórki
- Sławomir Wronka - skrzypce

Gościnnie:
- Katarzyna Cejmer - chórki
- Marcin Słomiński - perkusja
- Mikołaj Wielecki - konga, tamburyn, grzechotki, kij deszczowy, przeszkadzajki